# Taça de Ouro 1982
La Taça de Ouro 1982 (in italiano Trofeo d'Oro 1982) è stata la 12ª edizione del massimo campionato brasiliano di calcio.

## Formula
Primo turno: 40 squadre divise in 8 gruppi di 5 club ciascuno. Ogni squadra affronta in partite di andata e ritorno tutte le componenti del proprio gruppo e si qualificano al secondo turno le migliori 3 di ogni raggruppamento, mentre le quarte classificate disputano i ripescaggi. Le quinte classificate accedono alla terza fase della Taça de Prata.
Ripescaggi: le 8 squadre quarte classificate vengono accoppiate tra di loro per disputare una gara ad eliminazione diretta. Le 4 squadre vincitrici delle partite di ripescaggio si qualificano per il secondo turno, le altre 4 accedono alla terza fase della Taça de Prata.
Secondo turno: alle 28 squadre qualificate nei turno precedenti (24 dopo il primo turno e altre 4 dopo i ripescaggi) si aggiungono le 4 prime classificate nel secondo turno della Taça de Prata. Le 32 squadre vengono divise in 8 gruppi di 4 squadre ciascuno, che affrontano in partite di andata e ritorno tutte le componenti del proprio girone. Si qualificano alla fase finale le migliori 2 di ogni raggruppamento.
Ottavi di finale, quarti di finale e semifinali: gare a eliminazione diretta in partita di andata e ritorno. Gioca in casa la seconda partita la squadra meglio classificata dopo i turni precedenti, in caso di parità si qualifica al turno seguente la squadra con il miglior risultato nel turno precedente.
Finale: gara in partita di andata e ritorno. Gioca in casa la seconda partita la squadra meglio classificata dopo i turni precedenti, in caso di parità è previsto un ulteriore confronto tra le due squadre. Nel caso in cui il terzo incontro finisse in parità viene dichiarata vincitrice la squadra con il miglior risultato in tutte le altre gare del campionato con l'eventuale esclusione di quelle del turno di ripescaggio.

## Partecipanti
| Squadra              | Città               | Stato               |
| -------------------- | ------------------- | ------------------- |
| América-RN           | Natal               | Rio Grande do Norte |
| America-RJ           | Rio de Janeiro      | Rio de Janeiro      |
| Anapolina            | Anápolis            | Goiás               |
| Atlético Mineiro     | Belo Horizonte      | Minas Gerais        |
| Athl. Paranaense     | Curitiba            | Paraná              |
| Bahia                | Salvador            | Bahia               |
| Bangu                | Rio de Janeiro      | Rio de Janeiro      |
| Botafogo             | Rio de Janeiro      | Rio de Janeiro      |
| Ceará                | Fortaleza           | Ceará               |
| Corinthians          | San Paolo           | San Paolo           |
| Cruzeiro             | Belo Horizonte      | Minas Gerais        |
| CSA                  | Maceió              | Alagoas             |
| Desportiva           | Cariacica           | Espírito Santo      |
| Ferroviário-CE       | Fortaleza           | Ceará               |
| Flamengo             | Rio de Janeiro      | Rio de Janeiro      |
| Fluminense           | Rio de Janeiro      | Rio de Janeiro      |
| Goiás                | Goiânia             | Goiás               |
| Grêmio               | Porto Alegre        | Rio Grande do Sul   |
| Grêmio Maringá       | Maringá             | Paraná              |
| Guarani              | Campinas            | San Paolo           |
| Inter de Limeira     | Limeira             | San Paolo           |
| Inter de Santa Maria | Santa Maria         | Rio Grande do Sul   |
| Internacional        | Porto Alegre        | Rio Grande do Sul   |
| Itabaiana            | Itabaiana           | Sergipe             |
| Joinville            | Joinville           | Santa Catarina      |
| Londrina             | Londrina            | Paraná              |
| Mixto                | Cuiabá              | Mato Grosso         |
| Moto Club            | São Luís            | Maranhão            |
| Nacional-AM          | Manaus              | Amazonas            |
| Náutico              | Recife              | Pernambuco          |
| Operário-MS          | Campo Grande        | Mato Grosso do Sul  |
| Paysandu             | Belém               | Pará                |
| Ponte Preta          | Campinas            | San Paolo           |
| River                | Teresina            | Piauí               |
| São José             | São José dos Campos | San Paolo           |
| San Paolo            | San Paolo           | San Paolo           |
| San Paolo-RS         | Rio Grande          | Rio Grande do Sul   |
| Santos               | Santos              | San Paolo           |
| Sport Recife         | Recife              | Pernambuco          |
| Taguatinga           | Taguatinga          | Distretto Federale  |
| Treze                | Campina Grande      | Paraíba             |
| Vasco da Gama        | Rio de Janeiro      | Rio de Janeiro      |
| Vitória              | Salvador            | Bahia               |
| XV de Jaú            | Jaú                 | San Paolo           |

## Primo turno

### Gruppo A

#### Risultati
| 1ª giornata         | 1ª giornata  | 1ª giornata | 1ª giornata   | 1ª giornata  |
| 17 gen. 1982        | 17 gen. 1982 |             | 14 feb. 1982  | 14 feb. 1982 |
| ------------------- | ------------ | ----------- | ------------- | ------------ |
| 0-0                 | Moto Club    | -           | Paysandu      | 0-0          |
| 1-0                 | Santos       | -           | Vasco da Gama | 0-3          |
| Riposa: Nacional-AM |              |             |               |              |

| 2ª giornata           | 2ª giornata  | 2ª giornata | 2ª giornata  | 2ª giornata  |
| 20 gen. 1982          | 20 gen. 1982 |             | 17 feb. 1982 | 17 feb. 1982 |
| --------------------- | ------------ | ----------- | ------------ | ------------ |
| 1-1                   | Paysandu     | -           | Nacional-AM  | 1-1          |
| 4-1                   | Santos       | -           | Moto Club    | 1-2          |
| Riposa: Vasco da Gama |              |             |              |              |

| 3ª giornata      | 3ª giornata   | 3ª giornata | 3ª giornata | 3ª giornata |
| 24 gen. 1982     | 24 gen. 1982  |             | 3 feb. 1982 | 3 feb. 1982 |
| ---------------- | ------------- | ----------- | ----------- | ----------- |
| 2-2              | Nacional-AM   | -           | Santos      | 1-3         |
| 7-0              | Vasco da Gama | -           | Moto Club   | 2-1         |
| Riposa: Paysandu |               |             |             |             |

| 4ª giornata       | 4ª giornata  | 4ª giornata | 4ª giornata   | 4ª giornata |
| 28 gen. 1982      | 28 gen. 1982 |             | 7 feb. 1982   | 7 feb. 1982 |
| ----------------- | ------------ | ----------- | ------------- | ----------- |
| 0-1               | Nacional-AM  | -           | Vasco da Gama | 0-4         |
| 0-0               | Paysandu     | -           | Santos        | 1-4         |
| Riposa: Moto Club |              |             |               |             |

| 5ª giornata    | 5ª giornata  | 5ª giornata | 5ª giornata   | 5ª giornata  |
| 31 gen. 1982   | 31 gen. 1982 |             | 10 feb. 1982  | 10 feb. 1982 |
| -------------- | ------------ | ----------- | ------------- | ------------ |
| 0-0            | Moto Club    | -           | Nacional-AM   | 1-0          |
| 1-3            | Paysandu     | -           | Vasco da Gama | 0-2          |
| Riposa: Santos |              |             |               |              |

#### Classifica
| Pos. | Squadra       | Pt | G | V | N | P | GF | GS | DR  |
| ---- | ------------- | -- | - | - | - | - | -- | -- | --- |
| 1    | Vasco da Gama | 14 | 8 | 7 | 0 | 1 | 22 | 3  | +19 |
| 2    | Santos        | 10 | 8 | 4 | 2 | 2 | 15 | 10 | +5  |
| 3    | Moto Club     | 7  | 8 | 2 | 3 | 3 | 5  | 14 | -9  |
| 4    | Paysandu      | 5  | 8 | 0 | 5 | 3 | 4  | 11 | -7  |
| 5    | Nacional-AM   | 4  | 8 | 0 | 4 | 4 | 5  | 13 | -8  |

#### Verdetti
- Vasco da Gama, Santos e Moto Club qualificati al secondo turno.
- Paysandu accede ai ripescaggi.
- Nacional-AM accede al terzo turno della Taça de Prata.

### Gruppo B

#### Risultati
| 1ª giornata   | 1ª giornata  | 1ª giornata | 1ª giornata  | 1ª giornata  |
| 17 gen. 1982  | 17 gen. 1982 |             | 14 feb. 1982 | 14 feb. 1982 |
| ------------- | ------------ | ----------- | ------------ | ------------ |
| 1-2           | América-RN   | -           | Ceará        | 2-3          |
| 1-2           | Botafogo     | -           | Guarani      | 1-4          |
| Riposa: Ríver |              |             |              |              |

| 2ª giornata      | 2ª giornata  | 2ª giornata | 2ª giornata  | 2ª giornata  |
| 20 gen. 1982     | 20 gen. 1982 |             | 17 feb. 1982 | 17 feb. 1982 |
| ---------------- | ------------ | ----------- | ------------ | ------------ |
| 3-1              | Ceará        | -           | Ríver        | 2-1          |
| 4-2              | Guarani      | -           | América-RN   | 2-1          |
| Riposa: Botafogo |              |             |              |              |

| 3ª giornata   | 3ª giornata  | 3ª giornata     | 3ª giornata     | 3ª giornata     |
| 24 gen. 1982  | 24 gen. 1982 | 3 e 4 feb. 1982 | 3 e 4 feb. 1982 | 3 e 4 feb. 1982 |
| ------------- | ------------ | --------------- | --------------- | --------------- |
| 2-0           | Botafogo     | -               | América-RN      | 3-0             |
| 1-3           | Ríver        | -               | Guarani         | 0-8             |
| Riposa: Ceará |              |                 |                 |                 |

| 4ª giornata        | 4ª giornata  | 4ª giornata | 4ª giornata | 4ª giornata |
| 28 gen. 1982       | 28 gen. 1982 |             | 7 feb. 1982 | 7 feb. 1982 |
| ------------------ | ------------ | ----------- | ----------- | ----------- |
| 1-1                | Ceará        | -           | Guarani     | 1-8         |
| 1-3                | Ríver        | -           | Botafogo    | 2-5         |
| Riposa: América-RN |              |             |             |             |

| 5ª giornata     | 5ª giornata  | 5ª giornata | 5ª giornata  | 5ª giornata  |
| 31 gen. 1982    | 31 gen. 1982 |             | 10 feb. 1982 | 10 feb. 1982 |
| --------------- | ------------ | ----------- | ------------ | ------------ |
| 1-0             | América-RN   | -           | Ríver        | 1-0          |
| 0-0             | Ceará        | -           | Botafogo     | 0-1          |
| Riposa: Guarani |              |             |              |              |

#### Classifica
| Pos. | Squadra    | Pt | G | V | N | P | GF | GS | DR  |
| ---- | ---------- | -- | - | - | - | - | -- | -- | --- |
| 1    | Guarani    | 15 | 8 | 7 | 1 | 0 | 32 | 8  | +24 |
| 2    | Botafogo   | 11 | 8 | 5 | 1 | 2 | 16 | 9  | +7  |
| 3    | Ceará      | 10 | 8 | 4 | 2 | 2 | 12 | 15 | -3  |
| 4    | América-RN | 4  | 8 | 2 | 0 | 6 | 8  | 16 | -8  |
| 5    | River      | 0  | 8 | 0 | 0 | 8 | 6  | 26 | -20 |

#### Verdetti
- Guarani, Botafogo e Ceará qualificati al secondo turno.
- América de Natal accede ai ripescaggi.
- Ríver accede al terzo turno della Taça de Prata.

### Gruppo C

#### Risultati
| 1ª giornata       | 1ª giornata       | 1ª giornata | 1ª giornata     | 1ª giornata     |
| 16 e 17 gen. 1982 | 16 e 17 gen. 1982 |             | 3 e 4 feb. 1982 | 3 e 4 feb. 1982 |
| ----------------- | ----------------- | ----------- | --------------- | --------------- |
| 5-0               | San Paolo         | -           | Treze           | 3-0             |
| 1-2               | Ferroviário       | -           | Náutico         | 3-2             |
| Riposa: Flamengo  |                   |             |                 |                 |

| 2ª giornata         | 2ª giornata  | 2ª giornata       | 2ª giornata       | 2ª giornata       |
| 20 gen. 1982        | 20 gen. 1982 | 16 e 17 feb. 1982 | 16 e 17 feb. 1982 | 16 e 17 feb. 1982 |
| ------------------- | ------------ | ----------------- | ----------------- | ----------------- |
| 3-2                 | Flamengo     | -                 | San Paolo         | 4-3               |
| 1-1                 | Treze        | -                 | Náutico           | 0-0               |
| Riposa: Ferroviário |              |                   |                   |                   |

| 3ª giornata       | 3ª giornata  | 3ª giornata       | 3ª giornata       | 3ª giornata       |
| 24 gen. 1982      | 24 gen. 1982 | 13 e 14 feb. 1982 | 13 e 14 feb. 1982 | 13 e 14 feb. 1982 |
| ----------------- | ------------ | ----------------- | ----------------- | ----------------- |
| 3-4               | Náutico      | -                 | Flamengo          | 1-1               |
| 0-2               | Ferroviário  | -                 | Treze             | 0-2               |
| Riposa: San Paolo |              |                   |                   |                   |

| 4ª giornata     | 4ª giornata  | 4ª giornata | 4ª giornata | 4ª giornata |
| 28 gen. 1982    | 28 gen. 1982 |             | 7 feb. 1982 | 7 feb. 1982 |
| --------------- | ------------ | ----------- | ----------- | ----------- |
| 5-0             | Flamengo     | -           | Treze       | 3-1         |
| 4-0             | San Paolo    | -           | Ferroviário | 2-1         |
| Riposa: Náutico |              |             |             |             |

| 5ª giornata   | 5ª giornata  | 5ª giornata | 5ª giornata  | 5ª giornata  |
| 31 gen. 1982  | 31 gen. 1982 |             | 10 feb. 1982 | 10 feb. 1982 |
| ------------- | ------------ | ----------- | ------------ | ------------ |
| 1-4           | Náutico      | -           | San Paolo    | 1-1          |
| 3-0           | Flamengo     | -           | Ferroviário  | 2-1          |
| Riposa: Treze |              |             |              |              |

#### Classifica
| Pos. | Squadra        | Pt | G | V | N | P | GF | GS | DR  |
| ---- | -------------- | -- | - | - | - | - | -- | -- | --- |
| 1    | Flamengo       | 15 | 8 | 7 | 1 | 0 | 25 | 11 | +14 |
| 2    | San Paolo      | 11 | 8 | 5 | 1 | 2 | 24 | 10 | +14 |
| 3    | Treze          | 6  | 8 | 2 | 2 | 4 | 6  | 17 | -11 |
| 4    | Náutico        | 6  | 8 | 1 | 4 | 3 | 11 | 15 | -4  |
| 5    | Ferroviário-CE | 2  | 8 | 1 | 0 | 7 | 6  | 19 | -13 |

#### Verdetti
- Flamengo, San Paolo e Treze qualificati al secondo turno.
- Náutico accede ai ripescaggi.
- Ferroviário accede al terzo turno della Taça de Prata.

### Gruppo D

#### Risultati
| 1ª giornata        | 1ª giornata  | 1ª giornata | 1ª giornata   | 1ª giornata  |
| 17 gen. 1982       | 17 gen. 1982 |             | 14 feb. 1982  | 14 feb. 1982 |
| ------------------ | ------------ | ----------- | ------------- | ------------ |
| 0-1                | Itabaiana    | -           | Inter Limeira | 0-0          |
| 1-2                | CSA          | -           | Sport         | 0-3          |
| Riposa: Fluminense |              |             |               |              |

| 2ª giornata  | 2ª giornata   | 2ª giornata | 2ª giornata  | 2ª giornata  |
| 20 gen. 1982 | 20 gen. 1982  |             | 17 feb. 1982 | 17 feb. 1982 |
| ------------ | ------------- | ----------- | ------------ | ------------ |
| 2-2          | Inter Limeira | -           | Fluminense   | 0-0          |
| 4-0          | Sport         | -           | Itabaiana    | 0-1          |
| Riposa: CSA  |               |             |              |              |

| 3ª giornata           | 3ª giornata  | 3ª giornata     | 3ª giornata     | 3ª giornata     |
| 24 gen. 1982          | 24 gen. 1982 | 3 e 4 feb. 1982 | 3 e 4 feb. 1982 | 3 e 4 feb. 1982 |
| --------------------- | ------------ | --------------- | --------------- | --------------- |
| 1-2                   | Fluminense   | -               | Sport           | 0-0             |
| 2-0                   | CSA          | -               | Itabaiana       | 0-0             |
| Riposa: Inter Limeira |              |                 |                 |                 |

| 4ª giornata       | 4ª giornata   | 4ª giornata | 4ª giornata | 4ª giornata |
| 28 gen. 1982      | 28 gen. 1982  |             | 7 feb. 1982 | 7 feb. 1982 |
| ----------------- | ------------- | ----------- | ----------- | ----------- |
| 2-0               | Fluminense    | -           | CSA         | 3-3         |
| 2-3               | Inter Limeira | -           | Sport       | 0-1         |
| Riposa: Itabaiana |               |             |             |             |

| 5ª giornata   | 5ª giornata   | 5ª giornata | 5ª giornata  | 5ª giornata  |
| 31 gen. 1982  | 31 gen. 1982  |             | 10 feb. 1982 | 10 feb. 1982 |
| ------------- | ------------- | ----------- | ------------ | ------------ |
| 2-2           | Inter Limeira | -           | CSA          | 1-1          |
| 0-4           | Itabaiana     | -           | Fluminense   | 0-2          |
| Riposa: Sport |               |             |              |              |

#### Classifica
| Pos. | Squadra          | Pt | G | V | N | P | GF | GS | DR  |
| ---- | ---------------- | -- | - | - | - | - | -- | -- | --- |
| 1    | Sport Recife     | 13 | 8 | 6 | 1 | 1 | 15 | 5  | +10 |
| 2    | Fluminense       | 10 | 8 | 3 | 4 | 1 | 14 | 7  | +7  |
| 3    | Inter de Limeira | 8  | 8 | 2 | 4 | 2 | 13 | 10 | +3  |
| 4    | CSA              | 6  | 8 | 1 | 4 | 3 | 9  | 13 | -4  |
| 5    | Itabaiana        | 3  | 8 | 1 | 1 | 6 | 2  | 18 | -16 |

#### Verdetti
- Sport, Fluminense e Inter Limeira qualificati al secondo turno.
- CSA accede ai ripescaggi.
- Itabaiana accede al terzo turno della Taça de Prata.

### Gruppo E

#### Risultati
| 1ª giornata         | 1ª giornata  | 1ª giornata       | 1ª giornata       | 1ª giornata       |
| 17 gen. 1982        | 17 gen. 1982 | 13 e 14 feb. 1982 | 13 e 14 feb. 1982 | 13 e 14 feb. 1982 |
| ------------------- | ------------ | ----------------- | ----------------- | ----------------- |
| 3-0                 | Bangu        | -                 | Cruzeiro          | 1-2               |
| 3-2                 | Bahia        | -                 | Mixto             | 1-0               |
| Riposa: Operário-MS |              |                   |                   |                   |

| 2ª giornata      | 2ª giornata  | 2ª giornata | 2ª giornata  | 2ª giornata  |
| 20 gen. 1982     | 20 gen. 1982 |             | 17 feb. 1982 | 17 feb. 1982 |
| ---------------- | ------------ | ----------- | ------------ | ------------ |
| 0-0              | Bangu        | -           | Bahia        | 1-1          |
| 1-2              | Mixto        | -           | Operário-MS  | 0-2          |
| Riposa: Cruzeiro |              |             |              |              |

| 3ª giornata   | 3ª giornata  | 3ª giornata | 3ª giornata | 3ª giornata |
| 24 gen. 1982  | 24 gen. 1982 |             | 3 feb. 1982 | 3 feb. 1982 |
| ------------- | ------------ | ----------- | ----------- | ----------- |
| 2-0           | Cruzeiro     | -           | Bahia       | 0-3         |
| 2-3           | Operário-MS  | -           | Bangu       | 0-3         |
| Riposa: Mixto |              |             |             |             |

| 4ª giornata   | 4ª giornata  | 4ª giornata | 4ª giornata | 4ª giornata |
| 28 gen. 1982  | 28 gen. 1982 |             | 7 feb. 1982 | 7 feb. 1982 |
| ------------- | ------------ | ----------- | ----------- | ----------- |
| 2-1           | Mixto        | -           | Bangu       | 1-3         |
| 1-0           | Operário-MS  | -           | Cruzeiro    | 3-1         |
| Riposa: Bahia |              |             |             |             |

| 5ª giornata   | 5ª giornata  | 5ª giornata | 5ª giornata  | 5ª giornata  |
| 31 gen. 1982  | 31 gen. 1982 |             | 10 feb. 1982 | 10 feb. 1982 |
| ------------- | ------------ | ----------- | ------------ | ------------ |
| 1-1           | Bahia        | -           | Operário-MS  | 0-0          |
| 4-2           | Mixto        | -           | Cruzeiro     | 0-3          |
| Riposa: Bangu |              |             |              |              |

#### Classifica
| Pos. | Squadra     | Pt | G | V | N | P | GF | GS | DR |
| ---- | ----------- | -- | - | - | - | - | -- | -- | -- |
| 1    | Bangu       | 10 | 8 | 4 | 2 | 2 | 15 | 8  | +7 |
| 2    | Operário-MS | 10 | 8 | 4 | 2 | 2 | 11 | 9  | +2 |
| 3    | Bahia       | 10 | 8 | 3 | 4 | 1 | 9  | 6  | +3 |
| 4    | Cruzeiro    | 6  | 8 | 3 | 0 | 5 | 10 | 15 | -5 |
| 5    | Mixto       | 4  | 8 | 2 | 0 | 6 | 10 | 17 | -7 |

#### Verdetti
- Bangu, Operário-MS e Bahia qualificati al secondo turno.
- Cruzeiro accede ai ripescaggi.
- Mixto accede al terzo turno della Taça de Prata.

### Gruppo F

#### Risultati
| 1ª giornata     | 1ª giornata  | 1ª giornata | 1ª giornata  | 1ª giornata  |
| 17 gen. 1982    | 17 gen. 1982 |             | 14 feb. 1982 | 14 feb. 1982 |
| --------------- | ------------ | ----------- | ------------ | ------------ |
| 0-2             | Desportiva   | -           | Atlético-MG  | 1-7          |
| 1-0             | São José     | -           | Grêmio       | 0-1          |
| Riposa: Vitória |              |             |              |              |

| 2ª giornata      | 2ª giornata  | 2ª giornata | 2ª giornata  | 2ª giornata  |
| 20 gen. 1982     | 20 gen. 1982 |             | 18 feb. 1982 | 18 feb. 1982 |
| ---------------- | ------------ | ----------- | ------------ | ------------ |
| 1-0              | Atlético-MG  | -           | Vitória      | 0-1          |
| 2-0              | Grêmio       | -           | Desportiva   | 0-1          |
| Riposa: São José |              |             |              |              |

| 3ª giornata         | 3ª giornata  | 3ª giornata | 3ª giornata | 3ª giornata |
| 24 gen. 1982        | 24 gen. 1982 |             | 3 feb. 1982 | 3 feb. 1982 |
| ------------------- | ------------ | ----------- | ----------- | ----------- |
| 2-1                 | São José     | -           | Desportiva  | 1-0         |
| 0-2                 | Vitória      | -           | Grêmio      | 1-0         |
| Riposa: Atlético-MG |              |             |             |             |

| 4ª giornata        | 4ª giornata  | 4ª giornata | 4ª giornata | 4ª giornata |
| 28 gen. 1982       | 28 gen. 1982 |             | 7 feb. 1982 | 7 feb. 1982 |
| ------------------ | ------------ | ----------- | ----------- | ----------- |
| 1-1                | Atlético-MG  | -           | Grêmio      | 0-2         |
| 1-0                | Vitória      | -           | São José    | 1-2         |
| Riposa: Desportiva |              |             |             |             |

| 5ª giornata    | 5ª giornata  | 5ª giornata | 5ª giornata  | 5ª giornata  |
| 31 gen. 1982   | 31 gen. 1982 |             | 10 feb. 1982 | 10 feb. 1982 |
| -------------- | ------------ | ----------- | ------------ | ------------ |
| 0-0            | Atlético-MG  | -           | São José     | 0-0          |
| 3-1            | Desportiva   | -           | Vitória      | 4-2          |
| Riposa: Grêmio |              |             |              |              |

#### Classifica
| Pos. | Squadra          | Pt | G | V | N | P | GF | GS | DR |
| ---- | ---------------- | -- | - | - | - | - | -- | -- | -- |
| 1    | São José         | 10 | 8 | 4 | 2 | 2 | 6  | 4  | +2 |
| 2    | Grêmio           | 9  | 8 | 4 | 1 | 3 | 8  | 4  | +4 |
| 3    | Atlético Mineiro | 9  | 8 | 3 | 3 | 2 | 11 | 5  | +6 |
| 4    | Desportiva       | 6  | 8 | 3 | 0 | 5 | 10 | 17 | -7 |
| 5    | Vitória          | 6  | 8 | 3 | 0 | 5 | 7  | 12 | -5 |

#### Verdetti
- São José, Grêmio e Atlético Mineiro qualificati al secondo turno.
- Desportiva accede ai ripescaggi.
- Vitória accede al terzo turno della Taça de Prata.

### Gruppo G

#### Risultati
| 1ª giornata        | 1ª giornata   | 1ª giornata | 1ª giornata    | 1ª giornata  |
| 17 gen. 1982       | 17 gen. 1982  |             | 14 feb. 1982   | 14 feb. 1982 |
| ------------------ | ------------- | ----------- | -------------- | ------------ |
| 3-0                | Internacional | -           | Grêmio Maringá | 0-2          |
| 1-0                | Ponte Preta   | -           | Goiás          | 1-1          |
| Riposa: Taguatinga |               |             |                |              |

| 2ª giornata           | 2ª giornata    | 2ª giornata | 2ª giornata  | 2ª giornata  |
| 20 gen. 1982          | 20 gen. 1982   |             | 18 feb. 1982 | 18 feb. 1982 |
| --------------------- | -------------- | ----------- | ------------ | ------------ |
| 3-0                   | Goiás          | -           | Taguatinga   | 1-3          |
| 0-0                   | Grêmio Maringá | -           | Ponte Preta  | 0-1          |
| Riposa: Internacional |                |             |              |              |

| 3ª giornata   | 3ª giornata   | 3ª giornata | 3ª giornata    | 3ª giornata |
| 24 gen. 1982  | 24 gen. 1982  |             | 3 feb. 1982    | 3 feb. 1982 |
| ------------- | ------------- | ----------- | -------------- | ----------- |
| 1-1           | Internacional | -           | Ponte Preta    | 0-0         |
| 1-2           | Taguatinga    | -           | Grêmio Maringá | 0-2         |
| Riposa: Goiás |               |             |                |             |

| 4ª giornata         | 4ª giornata  | 4ª giornata     | 4ª giornata     | 4ª giornata     |
| 28 gen. 1982        | 28 gen. 1982 | 6 e 7 feb. 1982 | 6 e 7 feb. 1982 | 6 e 7 feb. 1982 |
| ------------------- | ------------ | --------------- | --------------- | --------------- |
| 1-2                 | Taguatinga   | -               | Internacional   | 1-6             |
| 1-1                 | Goiás        | -               | Grêmio Maringá  | 2-2             |
| Riposa: Ponte Preta |              |                 |                 |                 |

| 5ª giornata            | 5ª giornata  | 5ª giornata | 5ª giornata   | 5ª giornata  |
| 31 gen. 1982           | 31 gen. 1982 |             | 10 feb. 1982  | 10 feb. 1982 |
| ---------------------- | ------------ | ----------- | ------------- | ------------ |
| 1-0                    | Goiás        | -           | Internacional | 0-5          |
| 3-1                    | Ponte Preta  | -           | Taguatinga    | 2-0          |
| Riposa: Grêmio Maringá |              |             |               |              |

#### Classifica
| Pos. | Squadra        | Pt | G | V | N | P | GF | GS | DR  |
| ---- | -------------- | -- | - | - | - | - | -- | -- | --- |
| 1    | Ponte Preta    | 12 | 8 | 4 | 4 | 0 | 9  | 3  | +6  |
| 2    | Internacional  | 10 | 8 | 4 | 2 | 2 | 17 | 6  | +11 |
| 3    | Grêmio Maringá | 9  | 8 | 3 | 3 | 2 | 9  | 8  | +1  |
| 4    | Goiás          | 7  | 8 | 2 | 3 | 3 | 9  | 13 | -4  |
| 5    | Taguatinga     | 2  | 8 | 1 | 0 | 7 | 7  | 21 | -14 |

#### Verdetti
- Ponte Preta, Internacional e Grêmio Maringá qualificati al secondo turno.
- Goiás accede ai ripescaggi.
- Taguatinga accede al terzo turno della Taça de Prata.

### Gruppo H

#### Risultati
| 1ª giornata      | 1ª giornata  | 1ª giornata | 1ª giornata  | 1ª giornata  |
| 17 gen. 1982     | 17 gen. 1982 |             | 14 feb. 1982 | 14 feb. 1982 |
| ---------------- | ------------ | ----------- | ------------ | ------------ |
| 1-1              | Anapolina    | -           | XV de Jaú    | 3-2          |
| 3-0              | Londrina     | -           | Joinville    | 1-3          |
| Riposa: Inter-SM |              |             |              |              |

| 2ª giornata       | 2ª giornata  | 2ª giornata | 2ª giornata  | 2ª giornata  |
| 20 gen. 1982      | 20 gen. 1982 |             | 17 feb. 1982 | 17 feb. 1982 |
| ----------------- | ------------ | ----------- | ------------ | ------------ |
| 0-3               | Joinville    | -           | Inter-SM     | 3-3          |
| 3-0               | XV de Jaú    | -           | Londrina     | 1-0          |
| Riposa: Anapolina |              |             |              |              |

| 3ª giornata       | 3ª giornata  | 3ª giornata | 3ª giornata | 3ª giornata |
| 24 gen. 1982      | 24 gen. 1982 |             | 3 feb. 1982 | 3 feb. 1982 |
| ----------------- | ------------ | ----------- | ----------- | ----------- |
| 3-1               | Anapolina    | -           | Londrina    | 0-1         |
| 2-1               | Inter-SM     | -           | XV de Jaú   | 1-1         |
| Riposa: Joinville |              |             |             |             |

| 4ª giornata      | 4ª giornata  | 4ª giornata | 4ª giornata | 4ª giornata |             |
| 28 gen. 1982     | 28 gen. 1982 |             | 7 feb. 1982 | 7 feb. 1982 | 7 feb. 1982 |
| ---------------- | ------------ | ----------- | ----------- | ----------- | ----------- |
| 0-0              | Inter-SM     | -           | Anapolina   | 1-3         |             |
| 3-0              | Joinville    | -           | XV de Jaú   | 0-1         |             |
| Riposa: Londrina |              |             |             |             |             |

| 5ª giornata       | 5ª giornata  | 5ª giornata | 5ª giornata  | 5ª giornata  |
| 31 gen. 1982      | 31 gen. 1982 |             | 10 feb. 1982 | 10 feb. 1982 |
| ----------------- | ------------ | ----------- | ------------ | ------------ |
| 0-1               | Joinville    | -           | Anapolina    | 2-4          |
| 3-0               | Londrina     | -           | Inter-SM     | 2-2          |
| Riposa: XV de Jaú |              |             |              |              |

#### Classifica
| Pos. | Squadra              | Pt | G | V | N | P | GF | GS | DR |
| ---- | -------------------- | -- | - | - | - | - | -- | -- | -- |
| 1    | Anapolina            | 12 | 8 | 5 | 2 | 1 | 15 | 8  | +7 |
| 2    | XV de Jaú            | 8  | 8 | 3 | 2 | 3 | 10 | 10 | 0  |
| 3    | Inter de Santa Maria | 8  | 8 | 2 | 4 | 2 | 12 | 13 | -1 |
| 4    | Londrina             | 7  | 8 | 3 | 1 | 4 | 11 | 12 | -1 |
| 5    | Joinville            | 5  | 8 | 2 | 1 | 5 | 11 | 16 | -5 |

#### Verdetti
- Anapolina, XV de Jaú e Inter-SM qualificati al secondo turno.
- Londrina accede ai ripescaggi.
- Joinville accede al terzo turno della Taça de Prata.

## Ripescaggi
| 20 feb. 1982 | 20 feb. 1982 | 20 feb. 1982 | 20 feb. 1982 |
| ------------ | ------------ | ------------ | ------------ |
| Londrina     | -            | Goiás        | 0-0          |
| Náutico      | -            | CSA          | 6-2          |
| Paysandu     | -            | America-RN   | 3-1          |

| 24 feb. 1982 | 24 feb. 1982 | 24 feb. 1982 | 24 feb. 1982 |
| ------------ | ------------ | ------------ | ------------ |
| Cruzeiro     | -            | Desportiva   | 1-0          |

### Verdetti
- Londrina,[2] Náutico, Paysandu e Cruzeiro qualificati al secondo turno.
- Goiás, CSA, America de Natal e Desportiva accedono al terzo turno della Taça de Prata.

## Secondo turno

### Gruppo I

#### Risultati
| 1ª giornata  | 1ª giornata  | 1ª giornata | 1ª giornata   | 1ª giornata  |
| 28 feb. 1982 | 28 feb. 1982 |             | 17 mar. 1982  | 17 mar. 1982 |
| ------------ | ------------ | ----------- | ------------- | ------------ |
| 1-3          | América-RJ   | -           | Vasco da Gama | 2-2          |
| 1-0          | Inter-SM     | -           | Operário-MS   | 0-0          |

| 2ª giornata | 2ª giornata | 2ª giornata | 2ª giornata   | 2ª giornata  |
| 6 mar. 1982 | 6 mar. 1982 |             | 14 mar. 1982  | 14 mar. 1982 |
| ----------- | ----------- | ----------- | ------------- | ------------ |
| 3-0         | América-RJ  | -           | Inter-SM      | 1-0          |
| 2-0         | Operário-MS | -           | Vasco da Gama | 1-7          |

| 3ª giornata       | 3ª giornata       | 3ª giornata       | 3ª giornata  | 3ª giornata  |
| 10 e 11 mar. 1982 | 10 e 11 mar. 1982 | 10 e 11 mar. 1982 | 25 mar. 1982 | 25 mar. 1982 |
| ----------------- | ----------------- | ----------------- | ------------ | ------------ |
| 7-0               | Vasco da Gama     | -                 | Inter-SM     | 0-3          |
| 1-0               | Operário-MS       | -                 | América-RJ   | 1-0          |

#### Classifica
| Pos. | Squadra              | Pt | G | V | N | P | GF | GS | DR  |
| ---- | -------------------- | -- | - | - | - | - | -- | -- | --- |
| 1    | Vasco da Gama        | 7  | 6 | 3 | 1 | 2 | 19 | 9  | +10 |
| 2    | Operário-MS          | 7  | 6 | 3 | 1 | 2 | 5  | 8  | -3  |
| 3    | America-RJ           | 5  | 6 | 2 | 1 | 3 | 7  | 7  | 0   |
| 4    | Inter de Santa Maria | 5  | 6 | 2 | 1 | 3 | 4  | 11 | -7  |

#### Verdetti
- Vasco da Gama e Operário-MS qualificati agli ottavi di finale.

### Gruppo J

#### Risultati
| 1ª giornata  | 1ª giornata  | 1ª giornata       | 1ª giornata       | 1ª giornata       |
| 28 feb. 1982 | 28 feb. 1982 | 23 e 25 mar. 1982 | 23 e 25 mar. 1982 | 23 e 25 mar. 1982 |
| ------------ | ------------ | ----------------- | ----------------- | ----------------- |
| 2-0          | Guarani      | -                 | Grêmio            | 0-2               |
| 3-0          | Náutico      | -                 | Grêmio Maringá    | 0-0               |

| 2ª giornata | 2ª giornata    | 2ª giornata | 2ª giornata  | 2ª giornata  |
| 7 mar. 1982 | 7 mar. 1982    |             | 14 mar. 1982 | 14 mar. 1982 |
| ----------- | -------------- | ----------- | ------------ | ------------ |
| 2-2         | Grêmio Maringá | -           | Grêmio       | 1-4          |
| 2-0         | Guarani        | -           | Náutico      | 2-2          |

| 3ª giornata  | 3ª giornata    | 3ª giornata | 3ª giornata  | 3ª giornata  |
| 11 mar. 1982 | 11 mar. 1982   |             | 17 mar. 1982 | 17 mar. 1982 |
| ------------ | -------------- | ----------- | ------------ | ------------ |
| 3-4          | Grêmio Maringá | -           | Guarani      | 1-3          |
| 0-0          | Grêmio         | -           | Náutico      | 1-0          |

#### Classifica
| Pos. | Squadra        | Pt | G | V | N | P | GF | GS | DR |
| ---- | -------------- | -- | - | - | - | - | -- | -- | -- |
| 1    | Guarani        | 9  | 6 | 4 | 1 | 1 | 13 | 8  | +5 |
| 2    | Grêmio         | 8  | 6 | 3 | 2 | 1 | 9  | 5  | +4 |
| 3    | Náutico        | 5  | 6 | 1 | 3 | 2 | 5  | 5  | 0  |
| 4    | Grêmio Maringá | 2  | 6 | 0 | 2 | 4 | 7  | 16 | -9 |

#### Verdetti
- Guarani e Grêmio qualificati agli ottavi di finale.

### Gruppo K

#### Risultati
| 1ª giornata       | 1ª giornata       | 1ª giornata       | 1ª giornata  | 1ª giornata  |
| 27 e 28 feb. 1982 | 27 e 28 feb. 1982 | 27 e 28 feb. 1982 | 25 mar. 1982 | 25 mar. 1982 |
| ----------------- | ----------------- | ----------------- | ------------ | ------------ |
| 1-0               | Corinthians       | -                 | Flamengo     | 0-2          |
| 1-1               | Internacional     | -                 | Atlético-MG  | 1-2          |

| 2ª giornata | 2ª giornata   | 2ª giornata | 2ª giornata  | 2ª giornata  |
| 7 mar. 1982 | 7 mar. 1982   |             | 14 mar. 1982 | 14 mar. 1982 |
| ----------- | ------------- | ----------- | ------------ | ------------ |
| 2-1         | Flamengo      | -           | Atlético-MG  | 1-3          |
| 0-2         | Internacional | -           | Corinthians  | 0-1          |

| 3ª giornata       | 3ª giornata       | 3ª giornata       | 3ª giornata   | 3ª giornata  |
| 10 e 11 mar. 1982 | 10 e 11 mar. 1982 | 10 e 11 mar. 1982 | 17 mar. 1982  | 17 mar. 1982 |
| ----------------- | ----------------- | ----------------- | ------------- | ------------ |
| 1-3               | Atlético-MG       | -                 | Corinthians   | 1-2          |
| 1-1               | Flamengo          | -                 | Internacional | 3-2          |

#### Classifica
| Pos. | Squadra          | Pt | G | V | N | P | GF | GS | DR |
| ---- | ---------------- | -- | - | - | - | - | -- | -- | -- |
| 1    | Corinthians      | 9  | 6 | 4 | 1 | 1 | 9  | 5  | +4 |
| 2    | Flamengo         | 8  | 6 | 3 | 2 | 1 | 10 | 8  | +2 |
| 3    | Atlético Mineiro | 5  | 6 | 2 | 1 | 3 | 9  | 10 | -1 |
| 4    | Internacional    | 2  | 6 | 0 | 2 | 4 | 5  | 10 | -5 |

#### Verdetti
- Corinthians e Flamengo qualificati agli ottavi di finale.

### Gruppo L

#### Risultati
| 1ª giornata  | 1ª giornata  | 1ª giornata | 1ª giornata  | 1ª giornata  |
| 28 feb. 1982 | 28 feb. 1982 |             | 25 mar. 1982 | 25 mar. 1982 |
| ------------ | ------------ | ----------- | ------------ | ------------ |
| 1-2          | Bahia        | -           | XV de Jaú    | 1-1          |
| 0-2          | Paysandu     | -           | Sport        | 0-3          |

| 2ª giornata | 2ª giornata | 2ª giornata | 2ª giornata  | 2ª giornata  |
| 7 mar. 1982 | 7 mar. 1982 |             | 14 mar. 1982 | 14 mar. 1982 |
| ----------- | ----------- | ----------- | ------------ | ------------ |
| 2-3         | Bahia       | -           | Paysandu     | 3-1          |
| 4-0         | Sport       | -           | XV de Jaú    | 2-2          |

| 3ª giornata  | 3ª giornata  | 3ª giornata | 3ª giornata  | 3ª giornata  |
| 11 mar. 1982 | 11 mar. 1982 |             | 17 mar. 1982 | 17 mar. 1982 |
| ------------ | ------------ | ----------- | ------------ | ------------ |
| 0-2          | Sport        | -           | Bahia        | 0-0          |
| 1-1          | XV de Jaú    | -           | Paysandu     | 1-1          |

#### Classifica
| Pos. | Squadra      | Pt | G | V | N | P | GF | GS | DR |
| ---- | ------------ | -- | - | - | - | - | -- | -- | -- |
| 1    | Sport Recife | 8  | 6 | 3 | 2 | 1 | 11 | 4  | +7 |
| 2    | Bahia        | 6  | 6 | 2 | 2 | 2 | 9  | 7  | +2 |
| 3    | XV de Jaú    | 6  | 6 | 1 | 4 | 1 | 7  | 10 | -3 |
| 4    | Paysandu     | 4  | 6 | 1 | 2 | 3 | 6  | 12 | -6 |

#### Verdetti
- Sport e Bahia qualificati agli ottavi di finale.

### Gruppo M

#### Risultati
| 1ª giornata  | 1ª giornata  | 1ª giornata | 1ª giornata   | 1ª giornata  |
| 28 feb. 1982 | 28 feb. 1982 |             | 25 mar. 1982  | 25 mar. 1982 |
| ------------ | ------------ | ----------- | ------------- | ------------ |
| 1-0          | San Paolo-RS | -           | Bangu         | 0-1          |
| 1-0          | Santos       | -           | Inter Limeira | 1-0          |

| 2ª giornata | 2ª giornata | 2ª giornata | 2ª giornata   | 2ª giornata  |
| 7 mar. 1982 | 7 mar. 1982 |             | 14 mar. 1982  | 14 mar. 1982 |
| ----------- | ----------- | ----------- | ------------- | ------------ |
| 2-0         | Bangu       | -           | Inter Limeira | 2-2          |
| 6-1         | Santos      | -           | San Paolo-RS  | 0-0          |

| 3ª giornata  | 3ª giornata   | 3ª giornata | 3ª giornata  | 3ª giornata  |
| 11 mar. 1982 | 11 mar. 1982  |             | 17 mar. 1982 | 17 mar. 1982 |
| ------------ | ------------- | ----------- | ------------ | ------------ |
| 2-0          | Bangu         | -           | Santos       | 0-1          |
| 3-0          | Inter Limeira | -           | San Paolo-RS | 2-2          |

#### Classifica
| Pos. | Squadra          | Pt | G | V | N | P | GF | GS | DR |
| ---- | ---------------- | -- | - | - | - | - | -- | -- | -- |
| 1    | Santos           | 9  | 6 | 4 | 1 | 1 | 9  | 3  | +6 |
| 2    | Bangu            | 7  | 6 | 3 | 1 | 2 | 7  | 4  | +3 |
| 3    | Inter de Limeira | 4  | 6 | 1 | 2 | 3 | 7  | 8  | -1 |
| 4    | San Paolo-RS     | 4  | 6 | 1 | 2 | 3 | 4  | 12 | -8 |

#### Verdetti
- Santos e Bangu qualificati agli ottavi di finale.

### Gruppo N

#### Risultati
| 1ª giornata  | 1ª giornata  | 1ª giornata | 1ª giornata  | 1ª giornata  |
| 28 feb. 1982 | 28 feb. 1982 |             | 24 mar. 1982 | 24 mar. 1982 |
| ------------ | ------------ | ----------- | ------------ | ------------ |
| 1-1          | Londrina     | -           | São José     | 0-0          |
| 0-2          | Treze        | -           | Botafogo     | 3-1          |

| 2ª giornata | 2ª giornata | 2ª giornata | 2ª giornata  | 2ª giornata  |
| 7 mar. 1982 | 7 mar. 1982 |             | 14 mar. 1982 | 14 mar. 1982 |
| ----------- | ----------- | ----------- | ------------ | ------------ |
| 0-0         | São José    | -           | Botafogo     | 2-0          |
| 0-0         | Treze       | -           | Londrina     | 1-3          |

| 3ª giornata  | 3ª giornata  | 3ª giornata | 3ª giornata  | 3ª giornata  |
| 11 mar. 1982 | 11 mar. 1982 |             | 17 mar. 1982 | 17 mar. 1982 |
| ------------ | ------------ | ----------- | ------------ | ------------ |
| 1-3          | Botafogo     | -           | Londrina     | 1-1          |
| 3-1          | São José     | -           | Treze        | 3-0          |

#### Classifica
| Pos. | Squadra  | Pt | G | V | N | P | GF | GS | DR |
| ---- | -------- | -- | - | - | - | - | -- | -- | -- |
| 1    | São José | 9  | 6 | 3 | 3 | 0 | 8  | 2  | +6 |
| 2    | Londrina | 8  | 6 | 2 | 4 | 0 | 8  | 4  | +4 |
| 3    | Botafogo | 4  | 6 | 1 | 2 | 3 | 5  | 8  | -3 |
| 4    | Treze    | 3  | 6 | 1 | 1 | 4 | 5  | 12 | -7 |

#### Verdetti
- São José e Londrina qualificati agli ottavi di finale.

### Gruppo O

#### Risultati
| 1ª giornata  | 1ª giornata  | 1ª giornata | 1ª giornata  | 1ª giornata  |
| 28 feb. 1982 | 28 feb. 1982 |             | 25 mar. 1982 | 25 mar. 1982 |
| ------------ | ------------ | ----------- | ------------ | ------------ |
| 1-3          | Atlético-PR  | -           | San Paolo    | 0-1          |
| 2-3          | Ceará        | -           | Ponte Preta  | 1-0          |

| 2ª giornata | 2ª giornata | 2ª giornata | 2ª giornata  | 2ª giornata  |
| 7 mar. 1982 | 7 mar. 1982 |             | 14 mar. 1982 | 14 mar. 1982 |
| ----------- | ----------- | ----------- | ------------ | ------------ |
| 1-0         | Ceará       | -           | Atlético-PR  | 3-0          |
| 2-1         | San Paolo   | -           | Ponte Preta  | 0-1          |

| 3ª giornata  | 3ª giornata  | 3ª giornata | 3ª giornata  | 3ª giornata  |
| 11 mar. 1982 | 11 mar. 1982 |             | 17 mar. 1982 | 17 mar. 1982 |
| ------------ | ------------ | ----------- | ------------ | ------------ |
| 1-1          | Ponte Preta  | -           | Atlético-PR  | 0-0          |
| 5-2          | San Paolo    | -           | Ceará        | 3-2          |

#### Classifica
| Pos. | Squadra          | Pt | G | V | N | P | GF | GS | DR |
| ---- | ---------------- | -- | - | - | - | - | -- | -- | -- |
| 1    | San Paolo        | 10 | 6 | 5 | 0 | 1 | 14 | 7  | +7 |
| 2    | Ceará            | 6  | 6 | 3 | 0 | 3 | 11 | 11 | 0  |
| 3    | Ponte Preta      | 6  | 6 | 2 | 2 | 2 | 6  | 6  | 0  |
| 4    | Athl. Paranaense | 2  | 6 | 0 | 2 | 4 | 2  | 9  | -7 |

#### Verdetti
- San Paolo e Ceará qualificati agli ottavi di finale.

### Gruppo P

#### Risultati
| 1ª giornata  | 1ª giornata  | 1ª giornata | 1ª giornata  | 1ª giornata  |
| 28 feb. 1982 | 28 feb. 1982 |             | 24 mar. 1982 | 24 mar. 1982 |
| ------------ | ------------ | ----------- | ------------ | ------------ |
| 2-2          | Cruzeiro     | -           | Fluminense   | 0-4          |
| 1-0          | Moto Club    | -           | Anapolina    | 1-3          |

| 2ª giornata | 2ª giornata | 2ª giornata            | 2ª giornata            | 2ª giornata            |
| 7 mar. 1982 | 7 mar. 1982 | 13 mar. e 14 mar. 1982 | 13 mar. e 14 mar. 1982 | 13 mar. e 14 mar. 1982 |
| ----------- | ----------- | ---------------------- | ---------------------- | ---------------------- |
| 3-1         | Anapolina   | -                      | Fluminense             | 1-6                    |
| 1-0         | Cruzeiro    | -                      | Moto Club              | 1-0                    |

| 3ª giornata  | 3ª giornata  | 3ª giornata | 3ª giornata  | 3ª giornata  |
| 10 mar. 1982 | 10 mar. 1982 |             | 17 mar. 1982 | 17 mar. 1982 |
| ------------ | ------------ | ----------- | ------------ | ------------ |
| 1-0          | Anapolina    | -           | Cruzeiro     | 1-0          |
| 3-0          | Fluminense   | -           | Moto Club    | 3-0          |

#### Classifica
| Pos. | Squadra    | Pt | G | V | N | P | GF | GS | DR  |
| ---- | ---------- | -- | - | - | - | - | -- | -- | --- |
| 1    | Fluminense | 9  | 6 | 4 | 1 | 1 | 19 | 6  | +13 |
| 2    | Anapolina  | 8  | 6 | 4 | 0 | 2 | 9  | 9  | 0   |
| 3    | Cruzeiro   | 5  | 6 | 2 | 1 | 3 | 4  | 8  | -4  |
| 4    | Moto Club  | 2  | 6 | 1 | 0 | 5 | 2  | 11 | -9  |

#### Verdetti
- Fluminense e Anapolina qualificati agli ottavi di finale.

## Fase finale
|  | Ottavi di finale | Ottavi di finale | Ottavi di finale | Ottavi di finale |       |           | Quarti di finale | Quarti di finale | Quarti di finale | Quarti di finale |             |   | Semifinali | Semifinali | Semifinali | Semifinali |          |   | Finale | Finale | Finale | Finale |
|  |                  |                  |                  |                  |       |           |                  |                  |                  |                  |             |   |            |            |            |            |          |   |        |        |        |        |
|  | Flamengo         | 2                | 1                | 3                |       |           |                  |                  |                  |                  |             |   |            |            |            |            |          |   |        |        |        |        |
|  | Sport Recife     | 0                | 2                | 2                |       |           |                  |                  |                  |                  |             |   |            |            |            |            |          |   |        |        |        |        |
|  | Sport Recife     | 0                | 2                | 2                |       | Flamengo  | 2                | 1                | 3                |                  |             |   |            |            |            |            |          |   |        |        |        |        |
|  |                  |                  |                  |                  |       | Flamengo  | 2                | 1                | 3                |                  |             |   |            |            |            |            |          |   |        |        |        |        |
|  |                  | Santos           | 1                | 1                | 2     |           |                  |                  |                  |                  |             |   |            |            |            |            |          |   |        |        |        |        |
|  | Londrina         | Santos           | 1                | 1                | 2     | 0         | 0                | 0                |                  |                  |             |   |            |            |            |            |          |   |        |        |        |        |
|  | Londrina         |                  |                  |                  |       | 0         | 0                | 0                |                  |                  |             |   |            |            |            |            |          |   |        |        |        |        |
|  | Santos           | 0                | 1                | 1                |       |           |                  |                  |                  |                  |             |   |            |            |            |            |          |   |        |        |        |        |
|  | Santos           | 0                | 1                | 1                |       |           |                  |                  |                  |                  | Flamengo    | 2 | 3          | 5          |            |            |          |   |        |        |        |        |
|  |                  |                  |                  |                  |       |           |                  |                  |                  |                  |             | 2 | 3          | 5          |            |            |          |   |        |        |        |        |
|  |                  | Guarani          | 1                | 2                | 3     |           |                  |                  |                  |                  |             |   |            |            |            |            |          |   |        |        |        |        |
|  | Anapolina        | Guarani          | 1                | 2                | 3     | 3         | 0                | 3                |                  |                  |             |   |            |            |            |            |          |   |        |        |        |        |
|  | Anapolina        |                  |                  |                  |       | 3         | 0                | 3                |                  |                  |             |   |            |            |            |            |          |   |        |        |        |        |
|  | San Paolo        | 1                | 4                | 5                |       |           |                  |                  |                  |                  |             |   |            |            |            |            |          |   |        |        |        |        |
|  | San Paolo        | 1                | 4                | 5                |       | San Paolo | 0                | 0                | 0                |                  |             |   |            |            |            |            |          |   |        |        |        |        |
|  |                  |                  |                  |                  |       | San Paolo | 0                | 0                | 0                |                  |             |   |            |            |            |            |          |   |        |        |        |        |
|  |                  | Guarani          | 1                | 2                | 3     |           |                  |                  |                  |                  |             |   |            |            |            |            |          |   |        |        |        |        |
|  | Operário-MS      | Guarani          | 1                | 2                | 3     | 1         | 0                | 1                |                  |                  |             |   |            |            |            |            |          |   |        |        |        |        |
|  | Operário-MS      |                  |                  |                  |       | 1         | 0                | 1                |                  |                  |             |   |            |            |            |            |          |   |        |        |        |        |
|  | Guarani          | 1                | 1                | 2                |       |           |                  |                  |                  |                  |             |   |            |            |            |            |          |   |        |        |        |        |
|  | Guarani          | 1                | 1                | 2                |       |           |                  |                  |                  |                  |             |   |            |            |            |            | Flamengo | 1 | 0      | 1 (2)  |        |        |
|  |                  |                  |                  |                  |       |           |                  |                  |                  |                  |             |   |            |            |            |            |          | 1 | 0      | 1 (2)  |        |        |
|  |                  | Grêmio           | 1                | 0                | 1 (1) |           |                  |                  |                  |                  |             |   |            |            |            |            |          |   |        |        |        |        |
|  | Bangu            | Grêmio           | 1                | 0                | 1 (1) | 3         | 2                | 5                |                  |                  |             |   |            |            |            |            |          |   |        |        |        |        |
|  | Bangu            |                  |                  |                  |       | 3         | 2                | 5                |                  |                  |             |   |            |            |            |            |          |   |        |        |        |        |
|  | São José         | 1                | 2                | 3                |       |           |                  |                  |                  |                  |             |   |            |            |            |            |          |   |        |        |        |        |
|  | São José         | 1                | 2                | 3                |       | Bangu     | 0                | 2                | 2                |                  |             |   |            |            |            |            |          |   |        |        |        |        |
|  |                  |                  |                  |                  |       | Bangu     | 0                | 2                | 2                |                  |             |   |            |            |            |            |          |   |        |        |        |        |
|  |                  | Corinthians      | 1                | 1                | 2     |           |                  |                  |                  |                  |             |   |            |            |            |            |          |   |        |        |        |        |
|  | Bahia            | Corinthians      | 1                | 1                | 2     | 1         | 2                | 3                |                  |                  |             |   |            |            |            |            |          |   |        |        |        |        |
|  | Bahia            |                  |                  |                  |       | 1         | 2                | 3                |                  |                  |             |   |            |            |            |            |          |   |        |        |        |        |
|  | Corinthians      | 1                | 5                | 6                |       |           |                  |                  |                  |                  |             |   |            |            |            |            |          |   |        |        |        |        |
|  | Corinthians      | 1                | 5                | 6                |       |           |                  |                  |                  |                  | Corinthians | 1 | 1          | 2          |            |            |          |   |        |        |        |        |
|  |                  |                  |                  |                  |       |           |                  |                  |                  |                  |             | 1 | 1          | 2          |            |            |          |   |        |        |        |        |
|  |                  | Grêmio           | 2                | 3                | 5     |           |                  |                  |                  |                  |             |   |            |            |            |            |          |   |        |        |        |        |
|  | Vasco da Gama    | Grêmio           | 2                | 3                | 5     | 1         | 0                | 1                |                  |                  |             |   |            |            |            |            |          |   |        |        |        |        |
|  | Vasco da Gama    |                  |                  |                  |       | 1         | 0                | 1                |                  |                  |             |   |            |            |            |            |          |   |        |        |        |        |
|  | Grêmio           | 1                | 1                | 2                |       |           |                  |                  |                  |                  |             |   |            |            |            |            |          |   |        |        |        |        |
|  | Grêmio           | 1                | 1                | 2                |       | Grêmio    | 1                | 2                | 3                |                  |             |   |            |            |            |            |          |   |        |        |        |        |
|  |                  |                  |                  |                  |       | Grêmio    | 1                | 2                | 3                |                  |             |   |            |            |            |            |          |   |        |        |        |        |
|  |                  | Fluminense       | 1                | 1                | 2     |           |                  |                  |                  |                  |             |   |            |            |            |            |          |   |        |        |        |        |
|  | Ceará            | Fluminense       | 1                | 1                | 2     | 1         | 0                | 1                |                  |                  |             |   |            |            |            |            |          |   |        |        |        |        |
|  | Ceará            |                  |                  |                  |       | 1         | 0                | 1                |                  |                  |             |   |            |            |            |            |          |   |        |        |        |        |
|  | Fluminense       | 2                | 2                | 4                |       |           |                  |                  |                  |                  |             |   |            |            |            |            |          |   |        |        |        |        |

### Ottavi di finale

#### Andata
| Arbitro: | Salles |

|             |           |  |
| Zico 7’ 65’ | Marcatori |  |

| Londrina 28 marzo 1982 | Londrina     | 0 – 0 referto | Santos | do Café (33.636 spett.)\| Arbitro: \| Rosa Martins \| |
| Arbitro:               | Rosa Martins |               |        |                                                       |

| Arbitro: | dos Santos |

|                          |           |              |
| Mateus 15’ Sávio 27’ 66’ | Marcatori | 45’ Jaiminho |

| Arbitro: | Pimentel |

|                       |           |            |
| Arturzinho 52’ (rig.) | Marcatori | 32’ Zezé I |

| Arbitro: | Amaro de Lima |

|                                                   |           |                 |
| Toninho 44’ (rig.) Luisão 46’ Pedrinho Gaúcho 66’ | Marcatori | 11’ Tião Marino |

| Arbitro: | Wright |

|          |           |                  |
| Osni 59’ | Marcatori | 50’ (rig.) Zenon |

| Arbitro: | Serapião Filho |

|              |           |                     |
| Pedrinho 36’ | Marcatori | 52’ (rig.) Baltazar |

| Arbitro: | Arppi Filho |

|            |           |                             |
| Amauri 79’ | Marcatori | 28’ Gilcimar 40’ Jorge Luís |

#### Ritorno
| Arbitro: | Scolfaro |

|                       |           |             |
| Betinho 15’ Édson 50’ | Marcatori | 29’ Leandro |

| Arbitro: | Santiago |

|            |           |  |
| Cardim 82’ | Marcatori |  |

| Arbitro: | Nunes Maia |

|                                         |           |  |
| Serginho Chulapa 3’ 41’ 70’ Pereyra 21’ | Marcatori |  |

| Arbitro: | Félix |

|           |           |  |
| Careca 9’ | Marcatori |  |

| Arbitro: | Bernardoni |

|                          |           |                    |
| Niltinho 21’ Adílson 27’ | Marcatori | 61’ Tecão 76’ Lira |

| Arbitro: | Rufino |

|                   |           |  |
| Paulo Isidoro 23’ | Marcatori |  |

| Arbitro: | Coelho |

|                                                    |           |                     |
| Paulinho 13’ Biro-Biro 30’ 37’ Zenon 56’ Mário 88’ | Marcatori | 58’ Róbson 77’ Osni |

| Arbitro: | Boschilia |

|                                          |           |  |
| Hamílton Silva 44’ (aut.) Paulo Lino 70’ | Marcatori |  |

### Quarti di finale

#### Andata
| Arbitro: | Rosa Martins |

|                      |           |              |
| Tita 73’ Marinho 89’ | Marcatori | 20’ Gilberto |

| Arbitro: | Wright |

|  |           |                   |
|  | Marcatori | 44’ (rig.) Careca |

| Arbitro: | Mendes |

|  |           |              |
|  | Marcatori | 42’ Sócrates |

| Arbitro: | Scolfaro |

|             |           |            |
| Baltazar 7’ | Marcatori | 32’ Amauri |

#### Ritorno
| Arbitro: | Rufino |

|                        |           |          |
| Paulinho Batistote 48’ | Marcatori | 83’ Zico |

| Arbitro: | Coelho |

|                        |           |  |
| Éderson 58’ Rubens 59’ | Marcatori |  |

| Arbitro: | Santiago |

|                |           |                                |
| Casagrande 59’ | Marcatori | 13’ Pedrinho Gaúcho 68’ Zelito |

| Arbitro: | Salles |

|           |           |                             |
| Mário 47’ | Marcatori | 59’ Tonho 79’ Paulo Isidoro |

### Semifinali

#### Andata
| Arbitro: | Bernardoni |

|                  |           |           |
| Zico 12’ Peu 20’ | Marcatori | 77’ Lúcio |

| Arbitro: | Félix |

|              |           |                              |
| Sócrates 50’ | Marcatori | 5’ Paulo Roberto 19’ Tarciso |

#### Ritorno
| Arbitro: | Coelho |

|                                            |           |              |
| Paulo Isidoro 40’ Baltazar 43’ Tarciso 81’ | Marcatori | 20’ Sócrates |

| Arbitro: | Rosa Martins |

|                       |           |                         |
| Jorge Mendonça 3’ 90’ | Marcatori | 22’ 48’ 66’ (rig.) Zico |

### Finale

#### Andata
| Arbitro: | Wright |

| |            | |
| Zico 89’ | Marcatori  | 83’ Tonho |
| · Raul P · Leandro D · Marinho D · Figueiredo D · Júnior D · Andrade C · Adílio C · Zico C · Tita A · Nunes A · Lico A · Chiquinho Carioca A | Formazioni | · P Leão · D Paulo Roberto · D Vantuir · C Newmar · D de León · D Paulo César · C Batista · C Paulo Isidoro · C Bonamigo · C China · A Tarciso · A Baltazar · A Tonho |
| Carpegiani | Allenatori | Andrade |

#### Ritorno
| Arbitro: | Wright |

| |            | |
| · Leão P · Paulo Roberto D · Newmar D · de León D · Paulo César D · Batista C · Paulo Isidoro C · Vilson Tadei C · Odair A · Tarciso A · Baltazar A · Paulinho A · Tonho A | Formazioni | · P Raul · D Leandro · D Marinho · D Figueiredo · D Júnior · C Andrade · C Adílio · C Zico · A Tita · A Nunes · A Lico |
| Andrade | Allenatori | Carpegiani |

#### Spareggio
| Arbitro: | Scolfaro |

| |            | |
| | Marcatori  | 10’ Nunes |
| · Leão P · Paulo Roberto D · Newmar D · de León D · Paulo César D · Batista C · Paulo Isidoro C · Vilson Tadei C · Renato Gaúcho A · Baltazar A · Paulinho A · Tonho A · Odair A | Formazioni | · P Raul · D Leandro · D Antunes · D Marinho · D Figueiredo · D Júnior · C Andrade · C Adílio · C Zico · A Tita · A Nunes · A Vítor · A Lico |
| Andrade | Allenatori | Carpegiani |

### Verdetti
- Flamengo campione del Brasile 1982.
- Flamengo e Grêmio qualificati per la Coppa Libertadores 1983.

## Classifica marcatori
| Pos. | Giocatore        | Squadra       | Gol |
| ---- | ---------------- | ------------- | --- |
| 1    | Zico             | Flamengo      | 21  |
| 2    | Serginho Chulapa | San Paolo     | 20  |
| 3    | Careca           | Guarani       | 18  |
| 4    | Sávio            | Anapolina     | 16  |
| 5    | Cláudio Adão     | Vasco da Gama | 13  |
| 5    | Jorge Mendonça   | Guarani       | 13  |
| 7    | Baltazar         | Grêmio        | 12  |
| 7    | Renato           | San Paolo     | 12  |
| 7    | Roberto Dinamite | Vasco da Gama | 12  |
| 10   | Ramón            | Ceará         | 10  |
| 10   | Vágner           | Bangu         | 10  |